# Koilocytoza

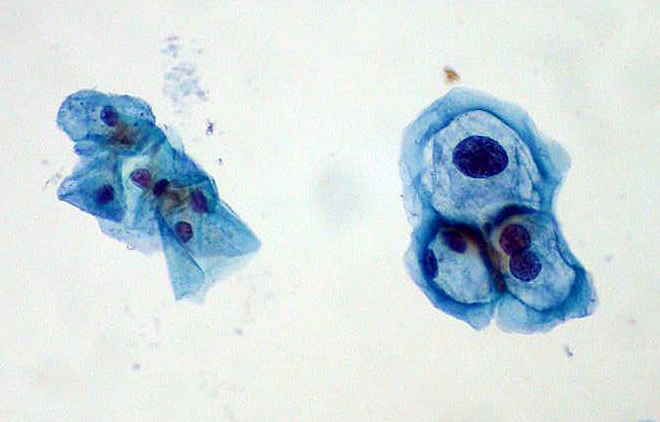
Zwyczajne komórki nabłonka (po lewej) i koilocyty (po prawej)

Koilocytoza – występowanie w badaniu cytologicznym lub histopatologicznym nabłonka płaskiego koilocytów, czyli komórek o acentrycznym, hiperchromatycznym, przesuniętym przez dużą przyjądrową wakuolę, umiarkowanie powiększonym jądrze. Jest częstym objawem zakażenia wirusem brodawczaka ludzkiego, rzadko innymi patogenami.